# Haql
Haql (Arabisch: حقل) is een kuststadje in het noordwesten van Saoedi-Arabië, in de administratieve regio Tabouk. Het ligt aan de Golf van Akaba en bij de grens met Jordanië. Vanuit Haql zijn de Jordaanse, Israëlische en Egyptische kusten te zien, met de plaatsen Akaba (Jordanië), Eilat (Israël), Taba en Taba Heights (Sinaï, Egypte). In 2004 telde Haql 22.272 inwoners. De belangrijkste economische activiteiten zijn groente- en fruitteelt (waaronder dadels), veeteelt en houtbewerking. Ondanks de ligging aan de kust wordt er niet aan visvangst gedaan vanuit Haql, omdat de aanwezigheid van koraalriffen in de Golf van Akaba zulks erg bemoeilijkt. Evenmin is er sprake van enig bad- en strandtoerisme van betekenis. 